# Santa Felicita (Florenz)

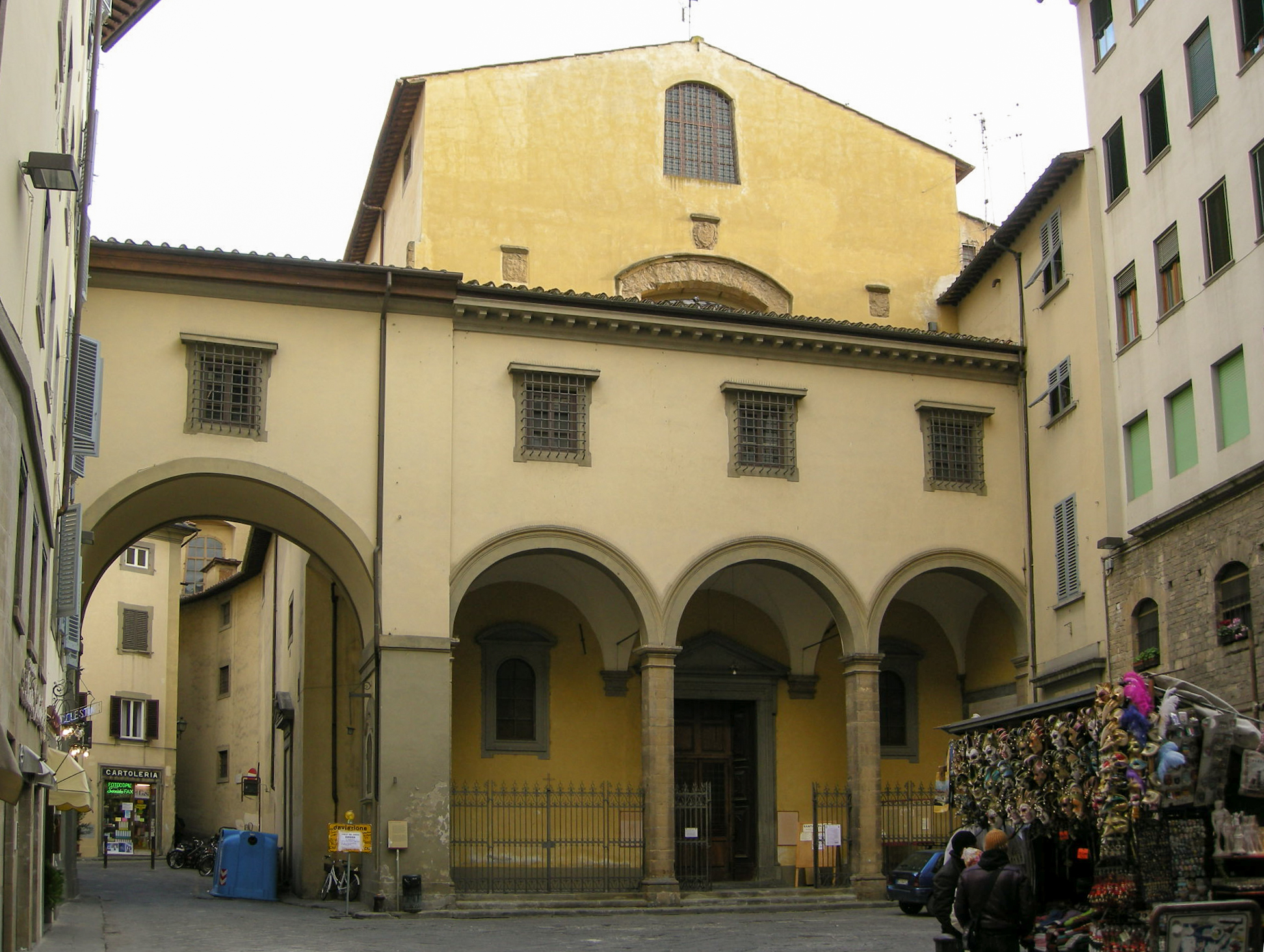
Frontansicht von Santa Felicita mit Vasarikorridor (2009)

Santa Felicita ist eine römisch-katholische Kirche in Florenz und ist nach der heiligen Felicitas, einer christlichen Märtyrerin aus dem 2. Jahrhundert, benannt.

## Geschichte und Kunst
Erstmals urkundlich erwähnt wurde die Kirche im 10. Jahrhundert. Die Ursprünge der christlichen Stätte liegen jedoch deutlich früher. Bei Umbaumaßnahmen wurden zwei Grabplatten entdeckt, die sich auf die Zeit um 417 datieren lassen. Der heutige Kirchenbau ist ein Werk des Architekten Ferdinando Ruggiere und wurden zwischen 1736 und 1739 errichtet.

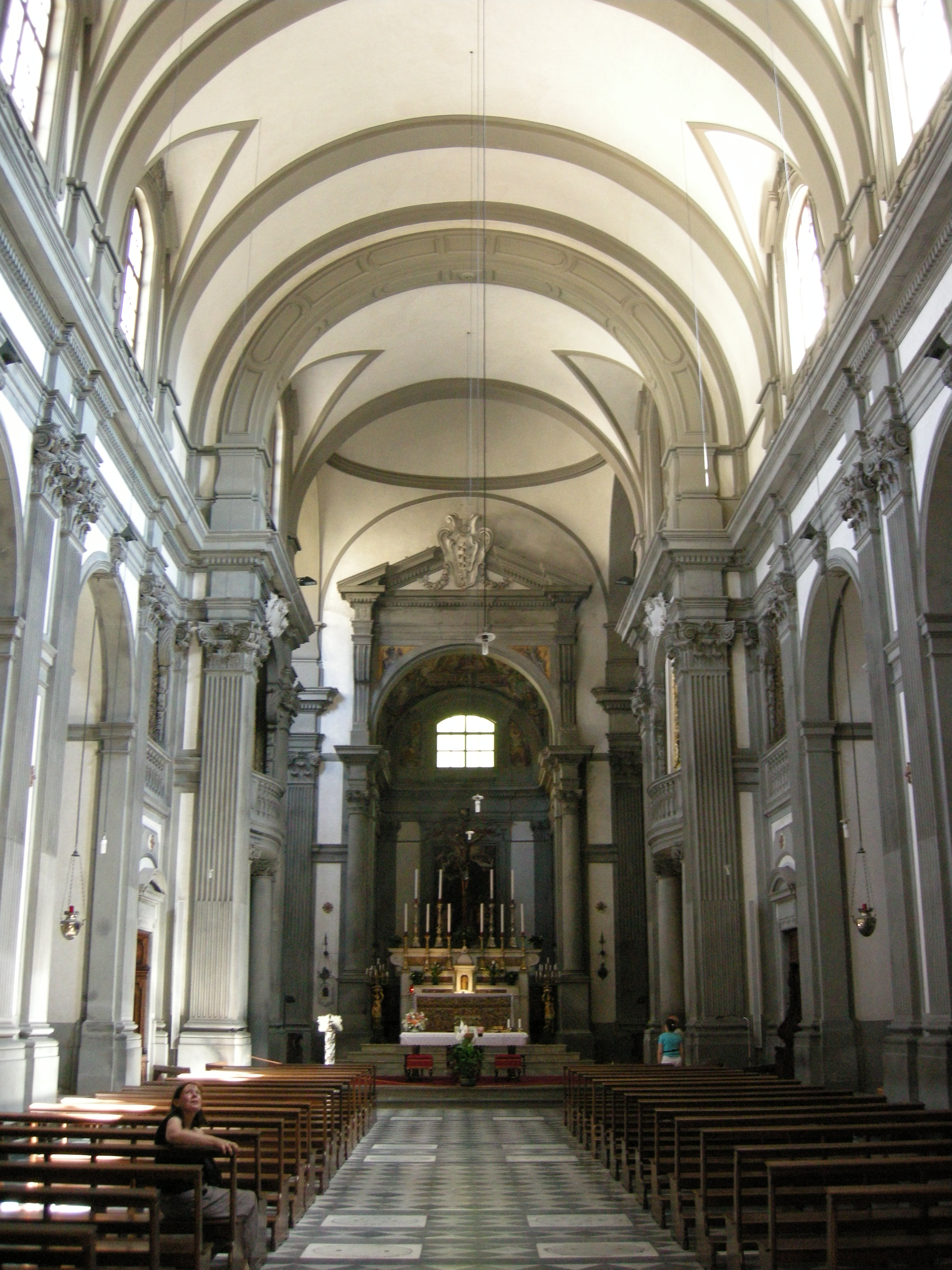
Kirchenschiff Innenraum (2008)

In der Sakristei der Kirche findet sich ein Tafelbild von Neri di Bicci, welches die heilige Felicitas zeigt. Im Kirchengebäude selbst findet sich Werke von Antonio Ciseri, Jacopo da Pontormo und Giorgio Berti.
Markantes Merkmal an der Frontseite der Kirche ist der Laufgang, Corridoio Vasariano, der Familie Medici, welcher die Uffizien mit dem Palazzo Pitti verbindet. Ein Durchbruch zur Kirche und auf einen Balkon im Kirchenraum ermöglichte Mitgliedern der Familie die Teilnahme an Gottesdiensten.